# Kohlenstoffoxide
Zur Gruppe der Kohlenstoffoxide zählen unter anderem folgende chemischen Verbindungen: 
- Kohlenstoffmonoxid (CO)
- Kohlenstoffdioxid (CO2)
- Kohlenstofftrioxid (CO3)
- Dikohlenstoffmonoxid (C2O)
- Kohlenstoffsuboxid (C3O2)
- Cyclopropantrion (C3O3)
- Tetrakohlenstoffdioxid (C4O2)
- Cyclobutantetron (C4O4)
- Dioxantetraketon (C4O6)
- Pentakohlenstoffdioxid (C5O2, Penta-1,2,3,4-tetraen-1,5-dion)
- Cyclopentanpenton (C5O5)
- Cyclohexanhexon (C6O6)
- Ethylentetracarbonsäuredianhydrid (C6O6)
- Hexahydroxybenzoltriscarbonat (C9O9)
- Benzochinontetracarbonsäureanhydrid (C10O8)
- Mellitsäureanhydrid (C12O9, Dodecakohlenstoffnonaoxid)
- Hexahydroxybenzoltrisoxalat (C12O12)

Nach der IUPAC-Definition werden diese Verbindungen, die ausschließlich aus Kohlenstoff und Sauerstoff aufgebaut sind, als Oxokohlenstoffe (englisch oxocarbons) bezeichnet.
Der Begriff Oxokohlenstoffe wird jedoch im deutschen Sprachraum für alle cyclische Verbindungen von miteinander verbundenen Carbonylgruppen, die auch hydratisiert sein können, verwendet. Geprägt wurde er von Robert West.